# Cremnops rubrigaster
Cremnops rubrigaster är en stekelart som beskrevs av Masi 1944. Cremnops rubrigaster ingår i släktet Cremnops och familjen bracksteklar. Inga underarter finns listade i Catalogue of Life.